# Grand Prix Belgii 2024
Grand Prix Belgii 2024, oficjalnie Formula 1 Rolex Belgian Grand Prix 2024 – czternasta runda Mistrzostw Świata Formuły 1 w sezonie 2024. Grand Prix odbyło się w dniach 26–28 lipca 2024 na torze Circuit de Spa-Francorchamps w Stavelot. Wyścig początkowo wygrał George Russell (Mercedes), ale został zdyskwalifikowany za zbyt lekki bolid, więc zwycięzcą wyścigu został Lewis Hamilton (Mercedes), a na podium stanęli kolejno: Oscar Piastri (McLaren) i Charles Leclerc (Ferrari).

## Lista startowa
| Nr          | Kierowca         | Zespół                        | Samochód                          | Silnik              | Opony |
| ----------- | ---------------- | ----------------------------- | --------------------------------- | ------------------- | ----- |
| 1           | Max Verstappen   | Oracle Red Bull Racing        | Red Bull RB20                     | Honda RBPTH002      | P     |
| 2           | Logan Sargeant   | Williams Racing               | Williams FW46                     | Mercedes-AMG F1 M15 | P     |
| 3           | Daniel Ricciardo | Visa Cash App RB F1 Team      | RB VCARB 01                       | Honda RBPTH002      | P     |
| 4           | Lando Norris     | McLaren Formula 1 Team        | McLaren MCL38                     | Mercedes-AMG F1 M15 | P     |
| 10          | Pierre Gasly     | BWT Alpine F1 Team            | Alpine A524                       | Renault E-Tech RE24 | P     |
| 11          | Sergio Pérez     | Oracle Red Bull Racing        | Red Bull RB20                     | Honda RBPTH002      | P     |
| 14          | Fernando Alonso  | Aston Martin Aramco F1 Team   | Aston Martin AMR24                | Mercedes-AMG F1 M15 | P     |
| 16          | Charles Leclerc  | Scuderia Ferrari HP           | Ferrari SF-24                     | Ferrari 066/12      | P     |
| 18          | Lance Stroll     | Aston Martin Aramco F1 Team   | Aston Martin AMR24                | Mercedes-AMG F1 M15 | P     |
| 20          | Kevin Magnussen  | MoneyGram Haas F1 Team        | Haas VF-24                        | Ferrari 066/10      | P     |
| 22          | Yūki Tsunoda     | Visa Cash App RB F1 Team      | RB VCARB 01                       | Honda RBPTH002      | P     |
| 23          | Alexander Albon  | Williams Racing               | Williams FW46                     | Mercedes-AMG F1 M15 | P     |
| 24          | Zhou Guanyu      | Stake F1 Team Kick Sauber     | Kick Sauber C44                   | Ferrari 066/12      | P     |
| 27          | Nico Hülkenberg  | MoneyGram Haas F1 Team        | Haas VF-24                        | Ferrari 066/10      | P     |
| 31          | Esteban Ocon     | BWT Alpine F1 Team            | Alpine A524                       | Renault E-Tech RE24 | P     |
| 44          | Lewis Hamilton   | Mercedes-AMG PETRONAS F1 Team | Mercedes-AMG F1 W15 E Performance | Mercedes-AMG F1 M15 | P     |
| 55          | Carlos Sainz Jr. | Scuderia Ferrari HP           | Ferrari SF-24                     | Ferrari 066/12      | P     |
| 63          | George Russell   | Mercedes-AMG PETRONAS F1 Team | Mercedes-AMG F1 W15 E Performance | Mercedes-AMG F1 M15 | P     |
| 77          | Valtteri Bottas  | Stake F1 Team Kick Sauber     | Kick Sauber C44                   | Ferrari 066/12      | P     |
| 81          | Oscar Piastri    | McLaren Formula 1 Team        | McLaren MCL38                     | Mercedes-AMG F1 M15 | P     |
| Źródło: FIA |                  |                               |                                   |                     |       |

## Wyniki

### Najlepsze czasy sesji treningowych
| Sesja       | Nr | Kierowca       | Konstruktor                | Czas     | Okr. |
| ----------- | -- | -------------- | -------------------------- | -------- | ---- |
| 1           | 1  | Max Verstappen | Red Bull Racing-Honda RBPT | 1:43,372 | 23   |
| 2           | 4  | Lando Norris   | McLaren-Mercedes           | 1:42,260 | 19   |
| 3           | 1  | Max Verstappen | Red Bull Racing-Honda RBPT | 2:01,565 | 4    |
| Źródło: FIA |    |                |                            |          |      |

### Kwalifikacje
| P                    | Nr | Kierowca         | Konstruktor                  | Czasy w kwalifikacjach | Czasy w kwalifikacjach | Czasy w kwalifikacjach | Poz. s. |
| P                    | Nr | Kierowca         | Konstruktor                  | Q1                     | Q2                     | Q3                     | Poz. s. |
| -------------------- | -- | ---------------- | ---------------------------- | ---------------------- | ---------------------- | ---------------------- | ------- |
| 1                    | 1  | Max Verstappen   | Red Bull Racing-Honda RBPT   | 1:54,938               | 1:53,837               | 1:53,159               | 11      |
| 2                    | 16 | Charles Leclerc  | Ferrari                      | 1:55,349               | 1:54,193               | 1:53,754               | 1       |
| 3                    | 11 | Sergio Pérez     | Red Bull Racing-Honda RBPT   | 1:55,139               | 1:54,470               | 1:53,765               | 2       |
| 4                    | 44 | Lewis Hamilton   | Mercedes                     | 1:55,692               | 1:54,037               | 1:53,835               | 3       |
| 5                    | 4  | Lando Norris     | McLaren-Mercedes             | 1:55,582               | 1:54,358               | 1:53,981               | 4       |
| 6                    | 81 | Oscar Piastri    | McLaren-Mercedes             | 1:54,835               | 1:54,136               | 1:54,027               | 5       |
| 7                    | 63 | George Russell   | Mercedes                     | 1:55,353               | 1:54,095               | 1:54,184               | 6       |
| 8                    | 55 | Carlos Sainz Jr. | Ferrari                      | 1:55,169               | 1:54,112               | 1:54,477               | 7       |
| 9                    | 14 | Fernando Alonso  | Aston Martin Aramco-Mercedes | 1:55,489               | 1:54,258               | 1:54,765               | 8       |
| 10                   | 31 | Esteban Ocon     | Alpine-Renault               | 1:55,417               | 1:54,460               | 1:54,810               | 9       |
| 11                   | 23 | Alexander Albon  | Williams-Mercedes            | 1:55,722               | 1:54,473               |                        | 10      |
| 12                   | 10 | Pierre Gasly     | Alpine-Renault               | 1:54,911               | 1:54,635               |                        | 12      |
| 13                   | 3  | Daniel Ricciardo | RB-Honda RBPT                | 1:55,451               | 1:54,682               |                        | 13      |
| 14                   | 77 | Valtteri Bottas  | Kick Sauber-Ferrari          | 1:55,531               | 1:54,764               |                        | 14      |
| 15                   | 18 | Lance Stroll     | Aston Martin Aramco-Mercedes | 1:56,072               | 1:55,716               |                        | 15      |
| 16                   | 27 | Nico Hülkenberg  | Haas-Ferrari                 | 1:56,308               |                        |                        | 16      |
| 17                   | 20 | Kevin Magnussen  | Haas-Ferrari                 | 1:56,500               |                        |                        | 17      |
| 18                   | 22 | Yūki Tsunoda     | RB-Honda RBPT                | 1:56,593               |                        |                        | 20      |
| 19                   | 2  | Logan Sargeant   | Williams-Mercedes            | 1:57,230               |                        |                        | 18      |
| 20                   | 24 | Zhou Guanyu      | Kick Sauber-Ferrari          | 1:57,775               |                        |                        | 19      |
| 107% czasu: 2:02,873 |    |                  |                              |                        |                        |                        |         |
| Źródło: FIA          |    |                  |                              |                        |                        |                        |         |

### Wyścig
| P           | Nr | Kierowca         | Konstruktor                  | Okr. | Czas                  | Poz. s. | +/−       | Punkty |
| ----------- | -- | ---------------- | ---------------------------- | ---- | --------------------- | ------- | --------- | ------ |
| 1           | 44 | Lewis Hamilton   | Mercedes                     | 44   | 1:19:57,566           | 3       | 2         | 25     |
| 2           | 81 | Oscar Piastri    | McLaren-Mercedes             | 44   | +0,647                | 5       | 3         | 18     |
| 3           | 16 | Charles Leclerc  | Ferrari                      | 44   | +8,023                | 1       | 2         | 15     |
| 4           | 1  | Max Verstappen   | Red Bull Racing-Honda RBPT   | 44   | +8,700                | 11      | 7         | 12     |
| 5           | 4  | Lando Norris     | McLaren-Mercedes             | 44   | +9,324                | 4       | 1         | 10     |
| 6           | 55 | Carlos Sainz Jr. | Ferrari                      | 44   | +19,269               | 7       | 1         | 8      |
| 7           | 11 | Sergio Pérez     | Red Bull Racing-Honda RBPT   | 44   | +42,669               | 2       | 5         | 6+1    |
| 8           | 14 | Fernando Alonso  | Aston Martin Aramco-Mercedes | 44   | +49,437               | 8       | Bez zmian | 4      |
| 9           | 31 | Esteban Ocon     | Alpine-Renault               | 44   | +52,026               | 9       | Bez zmian | 2      |
| 10          | 3  | Daniel Ricciardo | RB-Honda RBPT                | 44   | +54,400               | 13      | 3         | 1      |
| 11          | 18 | Lance Stroll     | Aston Martin Aramco-Mercedes | 44   | +62,485               | 15      | 4         |        |
| 12          | 23 | Alexander Albon  | Williams-Mercedes            | 44   | +63,125               | 10      | 2         |        |
| 13          | 10 | Pierre Gasly     | Alpine-Renault               | 44   | +63,839               | 12      | 1         |        |
| 14          | 20 | Kevin Magnussen  | Haas-Ferrari                 | 44   | +66,105               | 17      | 3         |        |
| 15          | 77 | Valtteri Bottas  | Kick Sauber-Ferrari          | 44   | +70,112               | 14      | 1         |        |
| 16          | 22 | Yūki Tsunoda     | RB-Honda RBPT                | 44   | +76,211               | 20      | 4         |        |
| 17          | 2  | Logan Sargeant   | Williams-Mercedes            | 44   | +85,531               | 18      | 1         |        |
| 18          | 27 | Nico Hülkenberg  | Haas-Ferrari                 | 44   | +88,307               | 16      | 2         |        |
| NS          | 24 | Zhou Guanyu      | Kick Sauber-Ferrari          | 5    | NU (hydraulika)       | 19      |           |        |
| DK          | 63 | George Russell   | Mercedes                     | 44   | DK (zbyt lekki bolid) | 6       |           |        |
| Źródło: FIA |    |                  |                              |      |                       |         |           |        |

### Najszybsze okrążenie
| Nr          | Kierowca     | Konstruktor                | Czas     | Okr. |
| ----------- | ------------ | -------------------------- | -------- | ---- |
| 11          | Sergio Pérez | Red Bull Racing-Honda RBPT | 1:44,701 | 44   |
| Źródło: FIA |              |                            |          |      |

### Prowadzenie w wyścigu
| Nr                              | Kierowca         | Konstruktor      | Okrążenia   | Suma |
| ------------------------------- | ---------------- | ---------------- | ----------- | ---- |
| 16                              | Charles Leclerc  | Ferrari          | 1–2, 11–12  | 4    |
| 44                              | Lewis Hamilton   | Mercedes         | 3–10, 20–26 | 15   |
| 55                              | Carlos Sainz Jr. | Ferrari          | 13–19       | 7    |
| 81                              | Oscar Piastri    | McLaren-Mercedes | 27–30       | 4    |
| 63                              | George Russell   | Mercedes         | 31–44       | 14   |
| \| Wykres \| \| ------ \| \| \| |                  |                  |             |      |
| Źródło: FIA                     |                  |                  |             |      |
| Wykres                          |                  |                  |             |      |
|                                 |                  |                  |             |      |

## Klasyfikacja po wyścigu

### Kierowcy
| P           | +/−       | Kierowca         | Zgł. | Punkty | P1 | P2 | P3 | PP | NO | NS | NU | NW | DK |
| ----------- | --------- | ---------------- | ---- | ------ | -- | -- | -- | -- | -- | -- | -- | -- | -- |
| 1           | Bez zmian | Max Verstappen   | 14   | 277    | 7  | 2  | –  | 8  | 2  | 2  | 2  | –  | –  |
| 2           | Bez zmian | Lando Norris     | 14   | 199    | 1  | 5  | 2  | 2  | 1  | –  | 1  | –  | –  |
| 3           | Bez zmian | Charles Leclerc  | 14   | 177    | 1  | 1  | 4  | 2  | 2  | 1  | 1  | –  | –  |
| 4           | 1         | Oscar Piastri    | 14   | 167    | 1  | 3  | –  | –  | 1  | –  | –  | –  | –  |
| 5           | 1         | Carlos Sainz Jr. | 13   | 162    | 1  | –  | 4  | –  | 1  | 1  | 1  | –  | –  |
| 6           | Bez zmian | Lewis Hamilton   | 14   | 150    | 2  | –  | 2  | –  | 2  | 1  | 1  | –  | –  |
| 7           | Bez zmian | Sergio Pérez     | 14   | 131    | –  | 3  | 1  | –  | 1  | 2  | 2  | –  | –  |
| 8           | Bez zmian | George Russell   | 14   | 116    | 1  | –  | 1  | 2  | 2  | 1  | 2  | –  | 1  |
| 9           | Bez zmian | Fernando Alonso  | 14   | 49     | –  | –  | –  | –  | 2  | –  | –  | –  | –  |
| 10          | Bez zmian | Lance Stroll     | 14   | 24     | –  | –  | –  | –  | –  | 1  | 1  | –  | –  |
| 11          | Bez zmian | Nico Hülkenberg  | 14   | 22     | –  | –  | –  | –  | –  | 1  | 1  | –  | –  |
| 12          | Bez zmian | Yūki Tsunoda     | 14   | 22     | –  | –  | –  | –  | –  | 1  | 1  | –  | –  |
| 13          | Bez zmian | Daniel Ricciardo | 14   | 12     | –  | –  | –  | –  | –  | 2  | 2  | –  | –  |
| 14          | Bez zmian | Oliver Bearman   | 1    | 6      | –  | –  | –  | –  | –  | –  | –  | –  | –  |
| 15          | Bez zmian | Pierre Gasly     | 14   | 6      | –  | –  | –  | –  | –  | 3  | 2  | 1  | –  |
| 16          | Bez zmian | Kevin Magnussen  | 14   | 5      | –  | –  | –  | –  | –  | 1  | 1  | –  | –  |
| 17          | 1         | Esteban Ocon     | 14   | 5      | –  | –  | –  | –  | –  | 1  | 1  | –  | –  |
| 18          | 1         | Alexander Albon  | 14   | 4      | –  | –  | –  | –  | –  | 3  | 3  | –  | –  |
| 19          | Bez zmian | Zhou Guanyu      | 14   | 0      | –  | –  | –  | –  | –  | 2  | 2  | –  | –  |
| 20          | Bez zmian | Logan Sargeant   | 13   | 0      | –  | –  | –  | –  | –  | 2  | 2  | –  | –  |
| 21          | Bez zmian | Valtteri Bottas  | 14   | 0      | –  | –  | –  | –  | –  | 1  | 1  | –  | –  |
| Źródło: FIA |           |                  |      |        |    |    |    |    |    |    |    |    |    |

### Konstruktorzy
| P           | +/-       | Konstruktor                  | Zgł. | Punkty | P1 | P2 | P3 | PP | NO | NS | NU | NW | DK |
| ----------- | --------- | ---------------------------- | ---- | ------ | -- | -- | -- | -- | -- | -- | -- | -- | -- |
| 1           | Bez zmian | Red Bull Racing-Honda RBPT   | 28   | 408    | 7  | 5  | 1  | 8  | 3  | 3  | 3  | –  | –  |
| 2           | Bez zmian | McLaren-Mercedes             | 28   | 366    | 2  | 8  | 2  | 2  | 2  | –  | 1  | –  | –  |
| 3           | Bez zmian | Ferrari                      | 28   | 345    | 2  | 1  | 8  | 2  | 3  | 2  | 2  | –  | –  |
| 4           | Bez zmian | Mercedes                     | 28   | 266    | 3  | –  | 3  | 2  | 4  | 2  | 3  | –  | 1  |
| 5           | Bez zmian | Aston Martin Aramco-Mercedes | 28   | 73     | –  | –  | –  | –  | 2  | 1  | 1  | –  | –  |
| 6           | Bez zmian | RB-Honda RBPT                | 28   | 34     | –  | –  | –  | –  | –  | 3  | 3  | –  | –  |
| 7           | Bez zmian | Haas-Ferrari                 | 28   | 27     | –  | –  | –  | –  | –  | 2  | 2  | –  | –  |
| 8           | Bez zmian | Alpine-Renault               | 28   | 11     | –  | –  | –  | –  | –  | 4  | 3  | 1  | –  |
| 9           | Bez zmian | Williams-Mercedes            | 27   | 4      | –  | –  | –  | –  | –  | 5  | 5  | –  | –  |
| 10          | Bez zmian | Kick Sauber-Ferrari          | 28   | 0      | –  | –  | –  | –  | –  | 3  | 3  | –  | –  |
| Źródło: FIA |           |                              |      |        |    |    |    |    |    |    |    |    |    |